# 格吕耶尔城堡

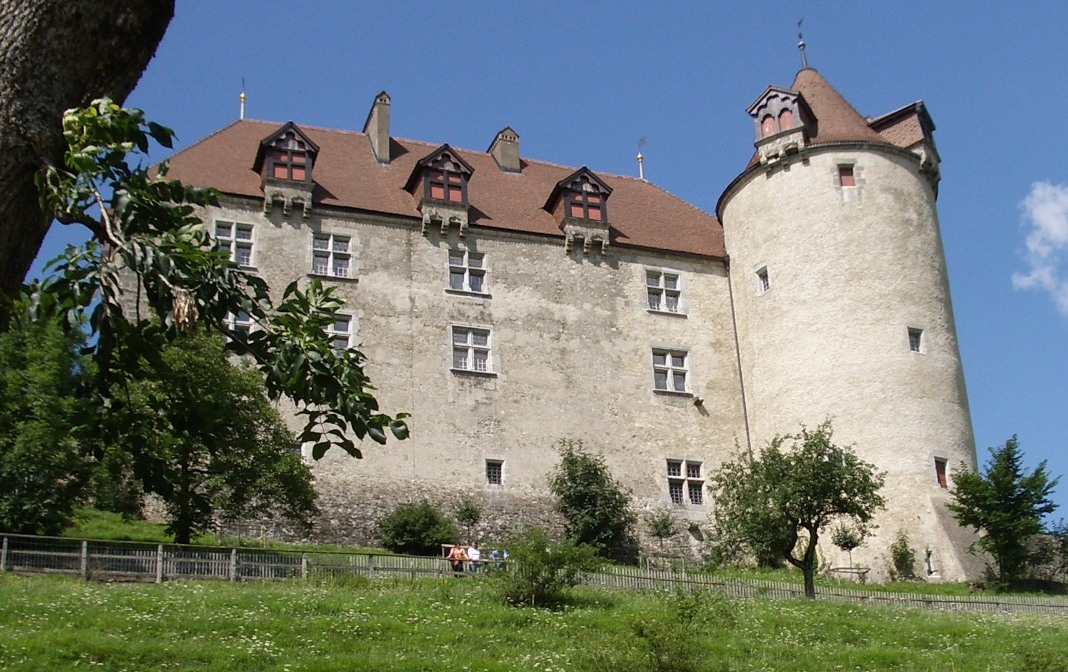
格吕耶尔城堡

格吕耶尔城堡（法語：Château de Gruyères）是位于瑞士弗里堡州格吕耶尔的一座中世纪城堡，坐落在前阿尔卑斯山间的小丘之上，是瑞士的著名景点。

## 历史
格吕耶尔城堡的主体建筑建于13世纪末。1476年，领主路易伯爵曾以此为据点，联合老瑞士联邦军队与勃艮第的部队展开激战。16世纪，末代伯爵米切尔宣告破产，城堡由弗里堡接管。1849年起，城堡成为日内瓦波维与巴朗（Bovy et Ballang）家族的私产。1938年，弗里堡州政府买下城堡，并将其建成一座博物馆。